# Killing Technology
Killing Technology è il terzo album della band canadese thrash metal Voivod, prodotto nel 1987 dalla Noise Records.

## Tracce
1. Killing Technology – 7:33
2. Overreaction – 4:45
3. Tornado – 6:02
4. Too Scared To Scream – 4:14
5. Forgotten In Space – 6:10
6. Ravenous Medicine – 4:33
7. Order of the Blackguards – 4:28
8. This is Not An Exercise – 6:18
9. Cockroaches – 3:40

## Formazione
- Denis Bélanger - voce
- Jean-Yves Thériault - basso
- Michel Langevin - batteria
- Denis D'Amour - chitarra